# Sin identificar
Sin identificar (The Forgotten en Estados Unidos) es una serie de televisión estadounidense emitida por la cadena de televisión ABC, protagonizada por Christian Slater.

## Argumento
Sin identificar es una serie de corte policiaco en la que un equipo de investigadores aficionados –la Red de los Olvidados– trabaja en casos de asesinato relacionados con víctimas sin identificar. Cuando la policía ya se ha rendido, este grupo, liderado por Alex Donovan, tiene que resolver el rompecabezas de la identidad de la víctima para ayudar a atrapar al asesino. Son ciudadanos que trabajan como voluntarios para resolver crímenes que se salen de lo normal. Su perseverancia y su identificación con los casos los ayudan a emprender un viaje personal y emocional que se centra en volver a poner nombre a los fallecidos.

## Personajes
- Alex Donovan (Christian Slater): Álex abandonó la Policía tras la desaparición de su propia hija pequeña. Su experiencia como detective le convierte en el líder natural de un grupo de investigación amateur como es este. Álex posee la técnica necesaria para encontrar las piezas perdidas en las historias de los desconocidos y emplazarlas en el lugar adecuado para completar, a partir de su muerte, el puzle de sus vidas anónimas.

- Candace Butler (Michelle Borth): Es una joven segura de sí misma y obstinada. Escapa del aburrimiento de su trabajo ayudando a la Red a identificar víctimas

- Lindsey Drake (Heather Stephens): En su vida cotidiana es una profesora de ciencias en un instituto. Su colaboración con la Red es una especie de penitencia por un delito que cometió su marido. Es una mujer fuerte.

- Tyler Davies (Anthony Carrigan): Es un artista. Su talento es crear reconstruciones de rostros. Es un joven espabilado y con mucha calle que abandonó los estudios de medicina. Se une a la Red por orden del juez para cumplir sus servicios a la comunidad.

- Walter Bailey (Bob Stephenson): Empleado de una empresa de telefonía lleno de buenas intenciones. Apasionado del mundo del crimen, a veces su exceso de entusiasmo complica las investigaciones.

- Grace Russell (Rochelle Aytes): Es una eficiente detective del departamento de Homicidios, el enlace entre Álex y la policía de Chicago.

## Lista de episodios

### Primera temporada
La primera temporada de Sin identificar está formada por un total de 17 episodios más un episodio piloto no emitido....
- Datos: Q337775